# Фонд розвитку інтернет-ініціатив
Фонд розвитку інтернет-ініціатив - російський фонд венчурних інвестицій, заснований Агентством стратегічних ініціатив за пропозицією Володимира Путіна. Фонд надає інвестиції технологічним компаніям на ранніх етапах розвитку, проводить акселеративні програми та бере участь у розробці методів правового регулювання венчурної галузі.
З 2013 року ФРІІ залишається найактивнішим інвестиційним фондом в Росії. За даними звіту Dow Jones ФРІІ займав перше місце в Європі за кількістю угод в першому кварталі 2014 року. На 12 грудня 2016 року ФРІІ проінвестував 267 компаній ранніх стадій. ФРІІ працює по моделі "evergreen"  "фонд нескінченного циклу").

## Історія
Ідея створення фонду для підтримки суспільно значущих ініціатив вперше прозвучала в промові Володимира Путіна на засіданні наглядової ради Агентства стратегічних ініціатив в Кремлі 22 листопада 2012 року. Пропозиція президента Росії передбачала створення інструменту приватно-державного партнерства для розвитку інтернет-проєктів саме в Росії, нового пріоритетного напрямку в роботі Агентства. На наступному засіданні наглядової ради 5 березня 2013 року Агентство представило президенту Росії проєкт фонду підтримки підприємницьких ініціатив у інтернеті і його майбутнього директора. Завданням фонду стало створення інфраструктури для забезпечення експертної та фінансової підтримки стартапів на ранніх етапах розвитку - під час розробки прототипу і виходу на ринок.
Обсяг фонду, названого Фондом розвитку інтернет-ініціатив, склав 6 мільярдів рублів і був сформований з коштів великих російських компаній.
1. ↑  Russian Venture Investment Market, Results of 2014 (англ.). J’son & Partners Consulting. 9 березня 2015. Архів оригіналу за 17 червня 2015. Процитовано 13 травня 2015.
2. ↑  Russian Venture Market in 2013 (англ.). J’son & Partners Consulting. 31 серпня 2014. Архів оригіналу за 17 червня 2015. Процитовано 13 травня 2015.
3. ↑  Dow Jones VentureSource’s Europe data for 1Q 2014 (PDF) (англ.). J’son & Partners Consulting. 15 квітня 2014. Процитовано 13 травня 2015.
4. ↑  Кирилл Варламов: ФРИИ занимается инвестициями в человеческий капитал (рос.). ТАСС. 13 липня 2016. Архів оригіналу за 13 січня 2017. Процитовано 12 січня 2017.
5. ↑  Заседание наблюдательного совета Агентства стратегических инициатив 22 ноября 2012 года (рос.). Kremlin.ru. 22 листопада 2012. Процитовано 13 травня 2015.